# Hadena uncisigna
Hadena uncisigna är en fjärilsart som beskrevs av George Francis Hampson 1913. Hadena uncisigna ingår i släktet Hadena och familjen nattflyn. Inga underarter finns listade i Catalogue of Life.